# استانداری مرکزی
استانداری مرکزی یک نهاد مرتبط سازمان امور اداری کشور و نمایندهٔ دولت جمهوری اسلامی ایران در استان مرکزی است که در شهر اراک واقع شده‌است.

## فرمانداری‌ها
- فرمانداری شهرستان اراک
- فرمانداری شهرستان ساوه
- فرمانداری شهرستان شازند
- فرمانداری شهرستان خمین
- فرمانداری شهرستان زرندیه
- فرمانداری شهرستان محلات
- فرمانداری شهرستان خنداب
- فرمانداری شهرستان دلیجان
- فرمانداری شهرستان کمیجان
- فرمانداری شهرستان فراهان
- فرمانداری شهرستان تفرش
- فرمانداری شهرستان آشتیان